# Авдєєв Петро Миколайович
Петро Миколайович Авдєєв (1895, Тульська губернія, тепер Тульська область, Російська Федерація — 1976, тепер Російська Федерація) — радянський профспілковий діяч, голова Уральського бюро ВЦРПС, член Малої Ради народних комісарів РРФСР. Член Центральної контрольної комісії ВКП(б) і кандидат у члени Президії ЦКК ВКП(б) у грудні 1925 — грудні 1927 року. Член ВЦВК.

## Життєпис
Народився в селянській родині. Працював робітником у Петрограді.
Член РСДРП(б) з 1915 (за іншими даними — лютого 1917) року.
Після Лютневої революції 1917 року — член Спілки металістів на заводі «Русское Рено» в Петрограді, член правління Спілки металістів Виборзького району Петрограда.
Брав участь у Жовтневому перевороті 1917 року в Петрограді, був комісаром в'язниць Виборзького району.
У червні 1918 — квітні 1920 року — у Петроградській Спілці металістів.
У квітні 1920 — листопаді 1921 року — завідувач тарифно-нормувального відділу Петроградської губернської ради профспілок та член президії Петроградської губернської ради профспілок.
У 1921—1922 роках — помічник завідувача тарифно-економічного відділу ВЦРПС.
У червні 1922—1923 роках — член Малої Ради народних комісарів РРФСР.
У 1923—1925 роках — голова Уральського бюро ВЦРПС.
У 1925—1930 роках — член колегії Народного комісаріату праці СРСР.
У квітні 1931 — січні 1934 року — член колегії Народного комісаріату постачання СРСР.
У 1933—1936 роках — директор Московського хіміко-технологічного інституту харчової промисловості.
У 1936 році закінчив три курси Харчової академії імені Сталіна в Москві.
З 1936 по 1952 рік працював в організаціях постачання Народного комісаріату (Міністерства) харчової промисловості СРСР
29 травня 1952 року заарештований, засуджений до 10 років позбавлення волі. У 1956 році звільнений. Реабілітований 28 червня 1956 року.
У 1956—1962 роках — начальник планового відділу конструкторського бюро Всесоюзного науково-дослідного інституту електротермії.
З 1962 року — на пенсії.